# 一九三四年冬―乱歩
『一九三四年冬―乱歩』（せんきゅうひゃくさんじゅうよねんふゆ らんぽ）は、久世光彦の小説。集英社の月刊PR誌『青春と読書』に1991年2月号から1993年5月号まで「乱歩は散歩」の題名で連載された。単行本は1993年12月に集英社より刊行された。その後、1997年2月に新潮文庫に収録され、2013年1月に創元推理文庫より再刊された。第7回山本周五郎賞受賞。
江戸川乱歩は1934年（昭和9年）1月、『新青年』に連載していた『悪霊』の執筆に行き詰まり、東京・麻布区にあった「張ホテル」という木造2階建て洋館のホテルの異国的な雰囲気を気に入って、誰にも知らせずに半月ほどの間滞在したことがある。この際の乱歩をモデルとした作品である。

## あらすじ
1934年（昭和9年）1月、スランプに陥った江戸川乱歩は、環境を変えるために麻布の「張ホテル」に泊り込む。そこで探偵小説マニアのアメリカ人の人妻や、謎めいた中国人青年のボーイに困惑しながらも、スランプを脱するために幻惑的な短編『梔子姫』を執筆する。

## 登場人物
江戸川乱歩
40歳になったばかり。『新青年』に連載していた『悪霊』の執筆を放棄して逃亡中。『新青年』編集長の水谷準の名前を借りて「張ホテル」202号室に宿泊するが、ボーイの翁華栄に正体を見破られてしまう。好物は空也最中。風呂好き。髪が薄く、実年齢よりも年上に見えることを気にしている。
翁華栄（オウ ファーロン）
「張ホテル」の中国人ボーイ。唇の赤い美青年。日本語は片言ながら情報収集力と観察力に優れ、偽名で宿泊した乱歩の正体を見破る。乱歩のことを中国語読みで「ランプー」と呼ぶ。なぜか、乱歩が他人に見られたくないことをしているときに現れることが多い。モデルは俳優の翁華栄。
メイベル・リー
「張ホテル」205号室に宿泊するアメリカ人女性。30歳前後。栗色の髪で、ルイーズ・ブルックスに似た美貌の人妻。リー将軍の末裔で、夫は婿養子。ティファニー商会の東京駐在員である夫に従って来日した。マンドリンを習っており、自らと同姓のヒロインが登場するポオの詩「アナベル・リー」に曲をつけ、マンドリンを奏でながら歌っている。「メイベル」という名前は、ベントリーの『トレント最後の事件』のヒロイン、メイベル・マンダースンと同じ。探偵小説の愛読者で、乱歩もまだ読んでいないバーナビー・ロスの『The Tragedy of Y』をすでに読んでおり、エラリー・クイーンの『The Roman Hat Mystety』の序文に「バーナビー・ロス」という名前が現れることに気づき、ロスとクイーンは同一人物ではないかと推測する。
ハッサン・カン
「張ホテル」の204号室に以前宿泊していたという印度人の貿易商。去年（1933年）の秋ごろに201号室で奇妙な体験をしたという。
アントニオーニ
乱歩の前に202号室に宿泊していたイタリア人の老人で、ピアノ引き。オトラント出身。喘息を病んでおり、ある日、発作で倒れ聖路加病院に運ばれ死去した。

## 評価
テレビドラマの演出やプロデュースで名を馳せた久世光彦が、小説家として一躍メジャーになった作品。江戸川乱歩をモチーフに、独特の耽美的な世界を醸し出し、読む者を幻惑させる。また、改行があまり見られないのも本作の特徴（久世によると「（自作が）他の作家に比べて改行が少ないのは、そこまで一気に読んでほしいという気持ちがあるから」）。
本作は、1994年の第7回山本周五郎賞を受賞した。その年の第111回直木賞にもノミネートされるも、高い評価と「もはや直木賞のカテゴリーを越えている」等の否定的な意見で賛否両論となり、受賞には至らなかった（その時の直木賞受賞作のひとつは、同じく山本賞にノミネートされながらも久世の前に落選した海老沢泰久『帰郷』だった）。

## その他
- 作中の曲「アナベル・リー」（エドガー・アラン・ポーの詩に作中の登場人物が曲をつけたもの、という設定で楽譜が掲載されている）の作曲者は、久世が『寺内貫太郎一家』などで組んだ小林亜星である。

## 書誌
- 『一九三四年冬―乱歩』集英社、1993年12月。ISBN 4-08-774045-5
- 『一九三四年冬―乱歩』新潮社〈新潮文庫〉、1997年2月。ISBN 4-10-145621-6 解説=井上ひさし
- 『一九三四年冬―乱歩』東京創元社〈創元推理文庫〉、2013年1月。ISBN 978-4-488-42711-5 解説=戸川安宣、翁華栄